# Вепорські гори

Розміщення Вепорських гір

Ве́порські гори (словац. Veporské vrchy) — гірський масив у центральній Словаччині, частина Словацьких Рудних гір. Вепорські гори покривають в основному мішані ліси, з переважанням дубів, грабів, буків, кленів і лип в нижніх ярусах та ялин і ялиць у верхньому. На території Вепорських гір функціонує декілька заповідників.

## Пам'ятки
- Руїни замку Віглаш
- Міста Брезно, Детва, Гріньова, Полтар
- Гірськолижні центри
- Бистрянський водоспад

## Гідрографія
Протікають
- Бієла вода[1]
- Бротово[2]
- Велика Долина[3]
- Великий Зелений потік[4]
- Волхово[5]
- Гондова яма[6]
- Дубравський потік[7]
- Заломка[8]
- Малий Зелений потік[9]
- потік Петриково[10]
- Підтайховський потік[11]
- Смольна[12]
- Сучі потік[13]
- Шалінг[14]